# Рибейран-ду-Ларгу
Рибейран-ду-Ларгу (порт. Ribeirão do Largo)  —  муниципалитет в Бразилии, входит в штат Баия. Составная часть мезорегиона Юго-центральная часть штата Баия. Входит в экономико-статистический микрорегион Итапетинга. Население составляет 18 492 человека на 2006 год. Занимает площадь 1222,153 км². Плотность населения — 15,1 чел./км².

## История
Город основан 23 марта 1989 года.

## Статистика
- Валовой внутренний продукт на 2003 год составляет 39 742 024,00 реалов (данные: Бразильский институт географии и статистики).
- Валовой внутренний продукт на душу населения на 2003 год составляет 2334,06 реала (данные: Бразильский институт географии и статистики).
- Индекс развития человеческого потенциала на 2000 год составляет 0,568 (данные: Программа развития ООН).